# Taniwhasaurus
Il taniwhasauro (gen. Taniwhasaurus) è un rettile marino estinto, appartenente ai mosasauri. Visse nel Cretaceo superiore (Campaniano/Maastrichtiano, circa 75-65 milioni di anni fa). I suoi resti fossili sono stati ritrovati in Nuova Zelanda, Giappone e Antartide.

## Descrizione
Questo rettile marino, come tutti i mosasauri, possedeva un corpo allungato e arti trasformati in strutture simili a pinne. Il cranio, di forma triangolare, era appuntito e formava un rostro, la cui estremità era priva di denti (come in Tylosaurus).
Di Taniwhasaurus si conoscono varie specie. La specie tipo, T. oweni, è stata ritrovata in Nuova Zelanda e si basa su vari resti fossili incompleti, tra cui un cranio ben conservato (designato come lectotipo) lungo una cinquantina di centimetri, che fa supporre una lunghezza dell'esemplare completo intorno ai sei metri. I denti pterigoidi erano molto piccoli, mentre quelli della mascella possedevano un margine tagliente. A questa specie è stato attribuito anche un altro cranio incompleto rinvenuto nella stessa zona (originariamente noto come Tylosaurus haumuriensis), che dovrebbe aver superato il metro di lunghezza; la taglia di questo esemplare dovrebbe essere stata di oltre dodici metri.

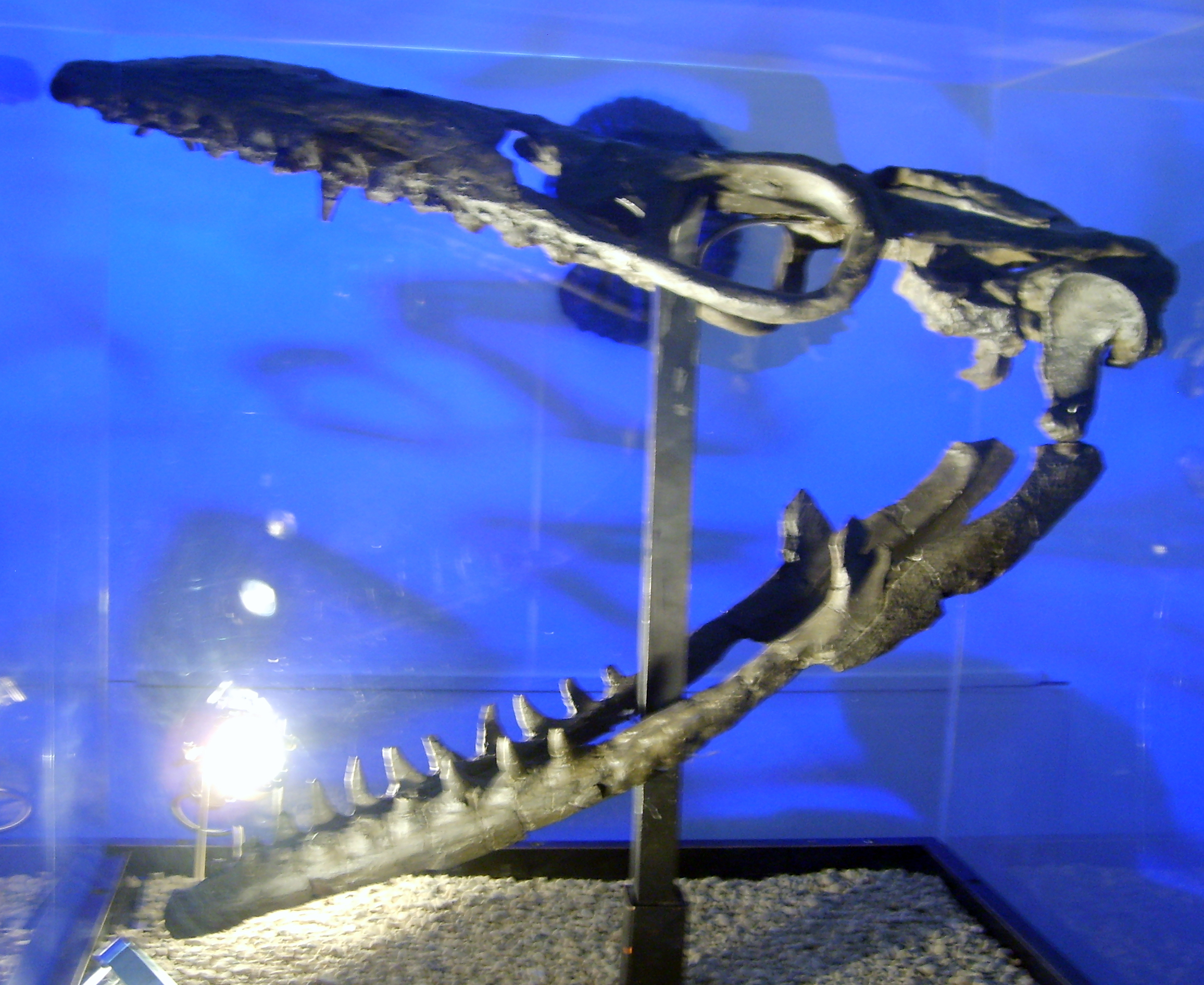
Cranio di Taniwhasaurus antarcticus

La specie T. antarcticus è stata ritrovata in Antartide e originariamente era stata attribuita a un genere a sé stante, Lakumasaurus. Il cranio mostra nette somiglianze con T. oweni, ma è di dimensioni decisamente minori. In Giappone, infine, è conosciuta T. mikasaensis, precedentemente attribuita a un dinosauro teropode simile a Tyrannosaurus; anche in questo caso, la specie nota per frammenti di mascelle e denti è stata riconosciuta appartenere al genere Taniwhasaurus sulla base di somiglianze dei denti.

## Classificazione
I fossili di questo rettile marino vennero trovati per la prima volta in Nuova Zelanda (Haumuri Bluff, Isola del Nord) in strati del Campaniano, e descritti da Hector nel 1874. Una revisione dei fossili (Welles e Gregg, 1971) ha permesso di attribuire Taniwhasaurus oweni alla sottofamiglia di mosasauri nota come Tylosaurinae, comprendenti mosasauri dotati di un rostro sdentato alla sommità del muso (come Hainosaurus e Tylosaurus). 

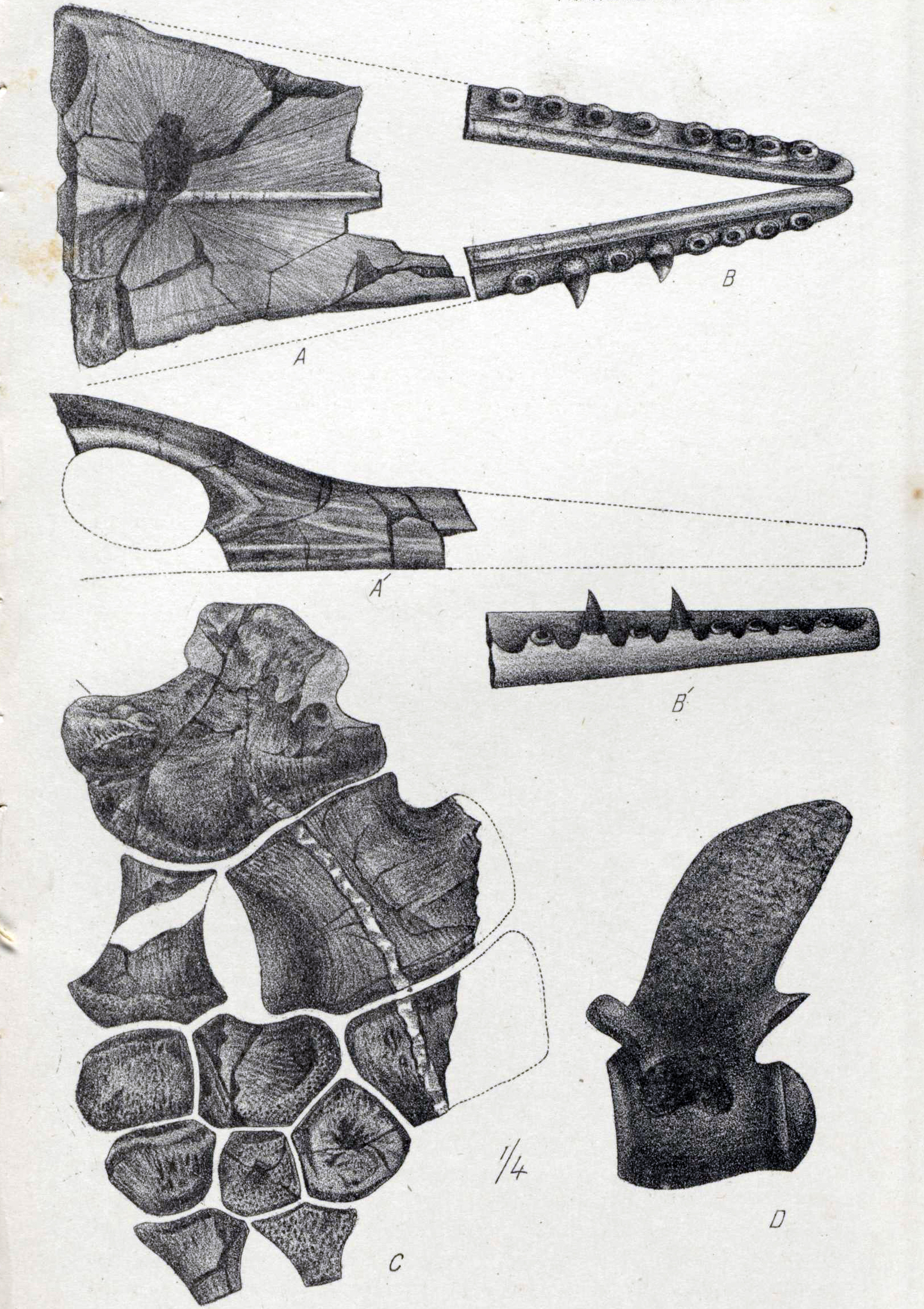
Disegno dei fossili di Taniwhasaurus oweni

I fossili antartici, ritrovati nella formazione Santa Marta sull'isola di James Ross, vennero descritti nel 2002 sotto il nome di Lakumasaurus antarcticus (Novas et al.), ma un nuovo studio comparativo (Martin e Fernandez, 2007) attribuì questa specie a Taniwhasaurus. La forma giapponese, invece, venne scoperta negli anni '70 e denominata informalmente "Yezosaurus mikasaensis"; inizialmente attribuita a un dinosauro teropode e poi a un ittiosauro, solo nel 2008 fu descritta formalmente come una nuova specie di Taniwhasaurus (Caldwell et al., 2008).

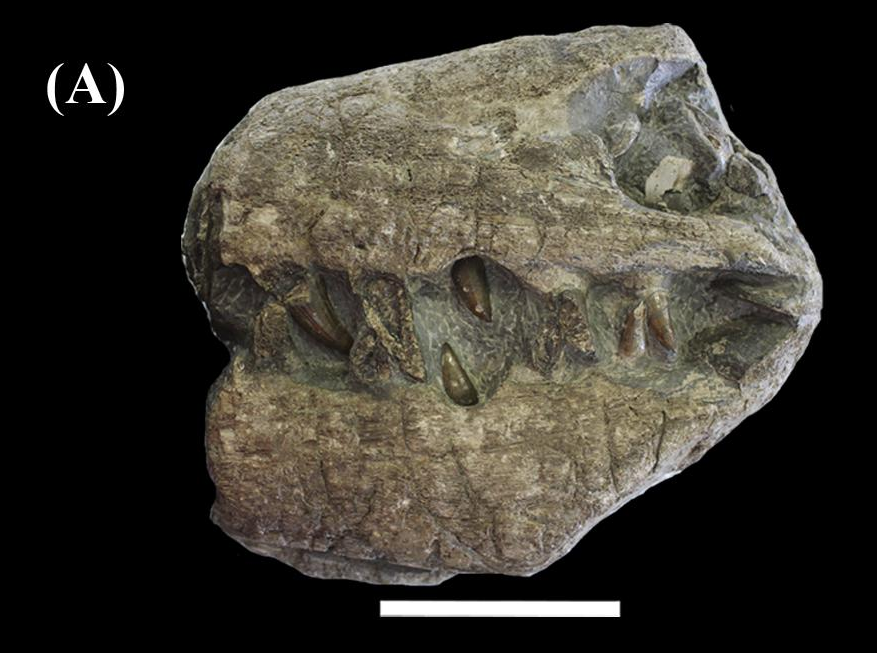
Fossile di Taniwhasaurus mikasaensis

## Etimologia
Il nome generico Taniwhasaurus deriva dalla parola Maori taniwha, che sta ad indicare un mostro marino della cultura locale; l'epiteto specifico, oweni, è in onore di sir Richard Owen, che per primo studiò i rettili marini della Nuova Zelanda.